# Yeraz (Hovhaness)
Yeraz is een compositie van Alan Hovhaness. Het is een werkje dat bestaat uit enigszins droeve lyrische klanken gevolgd door vrolijker muziek voor viool solo. Yeraz (Armeens) betekent Droom.  

## Discografie
- privé-uitgave; Christina Fong (viool)